# هریسون باروز
هریسون باروز (انگلیسی: Harrison Burrows؛ زادهٔ ۱۲ ژانویهٔ ۲۰۰۲) بازیکن فوتبال اهل بریتانیا است.
از باشگاه‌هایی که در آن بازی کرده‌است می‌توان به باشگاه فوتبال پیتربورو یونایتد اشاره کرد.